# Joël Vandroogenbroeck
Joël Vandroogenbroeck (* 25. August 1938 in Brüssel; † 23. Dezember 2019 in Arlesheim, Schweiz) war ein belgischer Musiker (Piano, Synthesizer, Flöte), der vor allem im Jazz- und im Rockbereich tätig gewesen ist.

## Leben und Wirken
Vandroogenbroeck studierte in seiner Heimatstadt Klavier, um dann Mitte der 1950er Jahre mit der Band von Jacques Pelzer auf Tournee zu gehen. Dann spielte er mit René Thomas, Bobby Jaspar, Barney Wilen und Zoot Sims. Mit Eje Thelin konzertierte er längere Zeit in Schweden und trat 1964 auf dem Jazzfestival Frankfurt auf. Nach Studien in indischer und balinesischer Musik war er in den RCA-Studios in Rom als Arrangeur, Komponist und Solist beschäftigt, bevor er als Theatermusiker nach Basel ging, wo er auch mit Oscar Klein, Franco Ambrosetti und Andy Scherrer auftrat. 1968 gründete er die experimentelle Rockgruppe Brainticket, die mit rudimentären elektronischen Instrumenten improvisierte und eine Italientournee unternahm. Einer zweiten Ausgabe der Band gehörten 1980 neben ihm Hans Deyssenroth und Willy Seefeldt an. Daneben verfasste Vandroogenbroeck Filmmusik und nahm eine Reihe von Platten für das Label Coloursound auf; später schrieb er auch Chor- und Ballettmusik. Zwischen 1980 und 1985 arbeitete er im Duo mit Bruno Spoerri daran, elektronische Musik und akustischen Jazz zu verbinden; daneben trat er mit Mario Schneeberger auf. Zuletzt lebte er vorwiegend in Mexiko und entwickelte das Konzept von Brainticket fort, wobei er auch auf Multimedia- und Internet-Technologien zurückgriff.

## Diskographische Hinweise
- Eje Thelin Quintet: So far (1963) Columbia EMI Swenska AB
- Bruno Spoerri All Stars: Dusty Vibes (1965) Sonorama C-63
- Brainticket: Cottonwood Hill (1971)
- Drum Circus: Magic Theatre (1972, mit Peter Giger, Alex Bally, Marc Hellman, Gerd Dudek, Isla Eckinger, Carole Muriel, Polo Hofer)
- Brainticket: Psychonaut (1972)
- Brainticket: Celestial Ocean (1974)
- Brainticket: Adventure (1980)
- mit Bruno Spoerri: Double Brain (CD ICM, 1981–1985)
- Brainticket: Past, Present & Future (2015)